# Cegléd (distrikt)
Cegléd är ett distrikt i Ungern. Det ligger i provinsen Pest, i den centrala delen av landet, 70 km sydost om huvudstaden Budapest.